# Pseudoxylosteus ornatus
Pseudoxylosteus ornatus är en skalbaggsart som först beskrevs av Leconte 1873.  Pseudoxylosteus ornatus ingår i släktet Pseudoxylosteus och familjen långhorningar. Inga underarter finns listade i Catalogue of Life.